# Hercostomus riparius
Hercostomus riparius är en tvåvingeart som beskrevs av Negrobov och Gritchanov 1982. Hercostomus riparius ingår i släktet Hercostomus och familjen styltflugor. Inga underarter finns listade i Catalogue of Life.